# جورجي ماماليف
جورجي ماماليف (بالبلغارية: Георги Мамалев)‏ هو ممثل بلغاري، ولد في 5 أغسطس 1952 في بلغاريا.

## وصلات خارجية
- جورجي ماماليف على موقع IMDb (الإنجليزية)
- جورجي ماماليف على موقع قاعدة بيانات الفيلم (الإنجليزية)